# Projetor de feixe
Projetor de feixe (em inglês: beam projector) é um instrumento de iluminação de palco sem lente, com propagação de feixe muito pouco. Ele usa dois refletores. O reflector primário é um reflector parabólico e o secundário é um reflector esférico. O refletor parabólico, organiza a luz em vigas quase paralelas, e o reflector esférico é colocado na frente da lâmpada para refletir a luz da lâmpada de volta para o refletor parabólico, o que reduz o derramamento. O resultado é um eixo intenso de luz que não pode ser facilmente controlado ou modificado. Projetores de feixe são freqüentemente usados para criar o efeito godspot. O projetor de feixe já não é usado na medida em que uma vez foi, como luminárias mais recentes e lâmpadas PAR criaram maneiras mais fáceis de produzir o efeito.  Um efeito semelhante pode ser produzido usando acessórios ETC Source Four PAR com uma lente clara.